# Vuosukkajärvi
Vuosukkajärvi eller Vuossukkajärvi är en sjö i Finland. Den ligger i kommunen Muonio i landskapet Lappland, i den norra delen av landet, 900 km norr om huvudstaden Helsingfors. Vuosukkajärvi ligger 251 meter över havet. Arean är 59,9 hektar och strandlinjen är 3,58 kilometer lång. Sjön  ingår i Torne älvs huvudavrinningsområde. 